# George Benjamin
George William John Benjamin (Londra, 31 gennaio 1960) è un compositore inglese.

## Biografia
Dopo aver frequentato la Westminster School, nella seconda metà degli anni settanta George Benjamin è diventato allievo di Olivier Messiaen al Conservatorio di Parigi. In seguito, ha studiato al King's College (Cambridge) con Alexander Goehr, manifestando, poco più che ventenne, uno stile maturo e originale. Il suo brano orchestrale Ringed by the Flat Horizon, scritto per la Cambridge University Musical Society e diretto in prima assoluta da Mark Elder nel marzo del 1980, è stato poi eseguito nell'ambito dei Proms dello stesso anno, così da segnalare Benjamin, ancora studente, come il più giovane compositore mai eseguito nella storia della prestigiosa rassegna musicale britannica.
A partire dagli anni ottanta George Benjamin ha portato a termine un numero notevole di commissioni, tra cui Sudden Time per orchestra, Three Inventions per orchestra da camera e Antara per ensemble ed elettronica, realizzato all'IRCAM di Parigi.
Nel 1993 Benjamin ha curato la prima edizione del Meltdown music festival di Londra e, durante la stagione 2002-2003, la London Symphony Orchestra gli ha affidato la direzione artistica di By George, ampio festival di concerti.
Ha insegnato composizione al Royal College of Music di Londra e nel 2001 è succeduto a Sir Harrison Birtwistle nel ruolo di "Henry Purcell Professor of Composition" presso il King's College London. 
Al Festival di Aix-en-Provence del 2012 ha presentato e diretto in prima mondiale l'opera in tre atti Written on Skin.
Vive a Londra, dove dirige regolarmente la London Sinfonietta.

## Opere principali

### Musiche sinfoniche
- Altitude, 1977
- Ringed by the Flat Horizon, 1979-1980
- At First Light, 1982
- Fanfare for Aquarius, 1983
- Antara, 1985-1987
- Sudden Time, 1989-1993
- Three Inventions for Chamber Orchestra, 1993-1995
- Palimpsest I, 1998-1999
- Dance Figures, 2004
- Palimpsest II, 2004-2005

### Musiche cameristiche
- Sonata for Violin and Piano, 1976-1977
- Octet, per flauto (ottavino), clarinetto, violino, viola, violoncello, contrabbasso, celesta, percussioni), 1978
- Flight, per flauto, 1979

### Musiche vocali e corali
- Jubilation, 1996
- A Mind of Winter su testo di Wallace Stevens, 1981
- Upon Silence su testo di William Butler Yeats, 1991
- Into the Little Hill , 2006

### Musiche per pianoforte
- Sonata for Piano, 1977-1978
- Sortilèges, 1981
- Three Studies, 1982-1985
- Shadowlines, 2001